# District de Jangsu
Le district de Jangsu est un district de la province du Jeolla du Nord, en Corée du Sud.
Avec 21 267 habitants en 2019, c'est la subdivision la moins peuplée de la province.

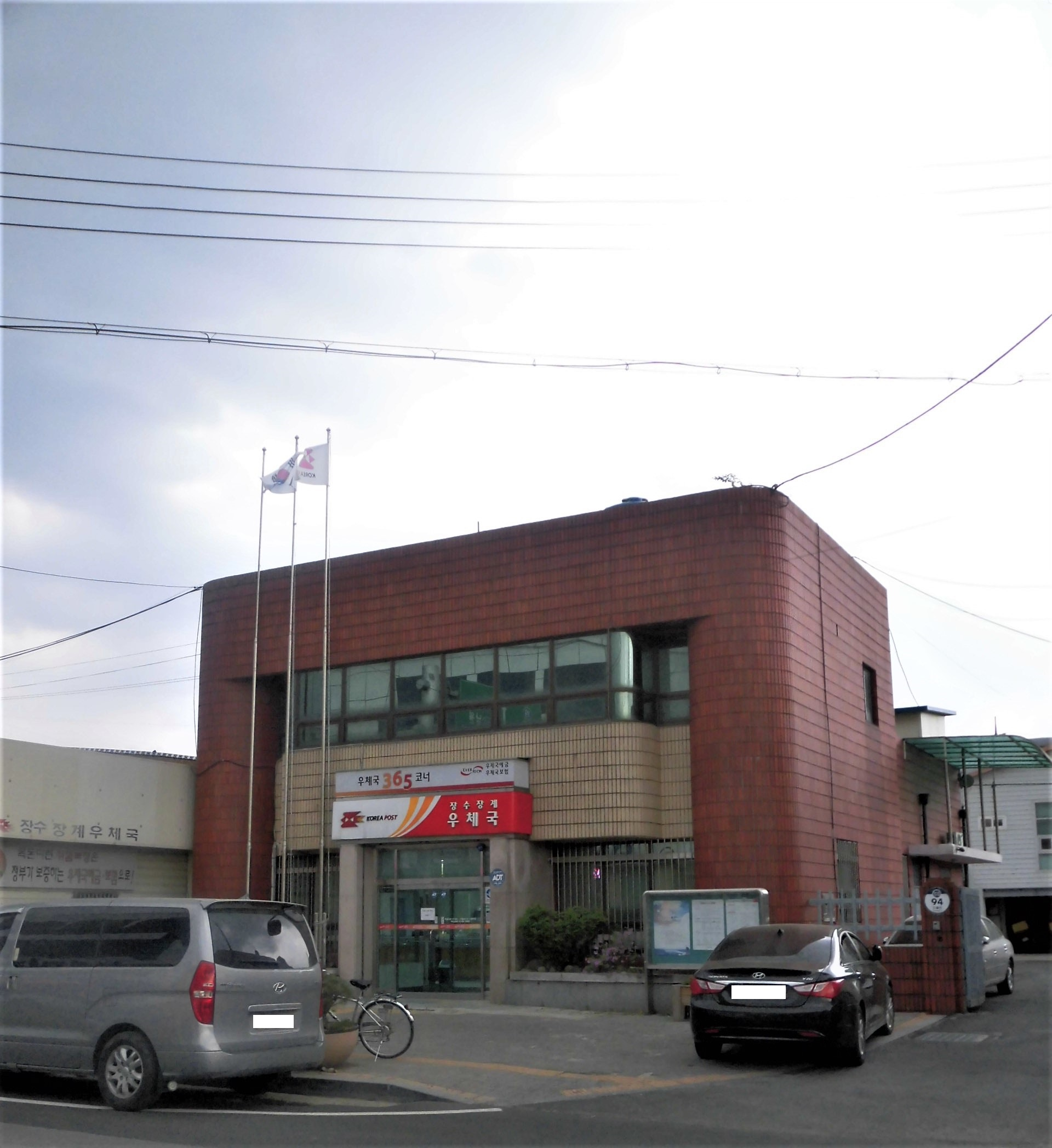
Bureau de poste de Jangsu Janggye à Jangsu-gun, Jeollabuk-do

## Jumelages
- Anyang (Corée du Sud) depuis 1996
- Hapcheon (Corée du Sud) depuis 1999
- Jinhae (Corée du Sud) depuis 1999